# Таня Гартфорд
Таня Гартфорд (англ. Tanya Harford, нар. 28 листопада 1958) — колишня південноафриканська тенісистка. 1981 року разом з  Розалін Феербенк перемогли у парному розряді Відкритого чемпіонату Франції.

## Фінали турнірів Великого шолома

### Парний розряд: 1 (1 титул)
| Результат | Рік  | Турнір                               | Покриття | Партнер          | Опоненти                 | Рахунок  |
| --------- | ---- | ------------------------------------ | -------- | ---------------- | ------------------------ | -------- |
| Перемога  | 1981 | Відкритий чемпіонат Франції з тенісу | Ґрунт    | Розалін Феербенк | Кенді Рейнолдс Пола Сміт | 6–1, 6–3 |

## Інші фінали

### Одиночний розряд (1 поразка)
| Результат | В/П | Дата     | Турнір                                                     | Покриття | Опонент         | Рахунок  |
| --------- | --- | -------- | ---------------------------------------------------------- | -------- | --------------- | -------- |
| Поразка   | 0–1 | Гру 1979 | Відкритий чемпіонат Південної Африки з тенісу, Йоганесбурґ | Тверде   | Брігітт Куйперс | 6–7, 2–6 |